# Рекрозо (Ђенова)
Рекрозо је насеље у Италији у округу Ђенова, региону Лигурија.
Према процени из 2011. у насељу је живело 31 становника. Насеље се налази на надморској висини од 409 м.